# عبد الحسين الرشتي
الشيخ عبد الحسين بن عيسى الرشتي النجفي (1292 هـ - 1373 هـ). هو رجل دين ومؤلّف شيعي.

## حیاته
ترجع أصول الرشتي إلى مدينة رشت في شمال إيران، ولكنّه وُلد في كربلاء سنة 1292 هـ حيث كان والده مقيماً بالنجف من العراق آنذاك، وعاد به والده إلى رشت وعمره أربع سنين ونشأ وتعلّم بها، وفي سنة 1312 هـ هاجر إلى طهران لمواصلة التعلّم فقرأ على بعض علماء تلك البلاد كمحمّد حسن الآشتياني وعلي النوري وشهاب الدين النيريزي، ثمّ هاجر إلى النجف ليحضر دروس محمد كاظم الخراساني ومحمد كاظم الطباطبائي اليزدي وفتح الله الإصفهاني، واستقلّ بالتدريس والتأليف في النجف حتّى توفي فيها في الثاني عشر من جمادى الآخرة سنة 1373 هـ.

## أعماله
ترك الرشتي مؤلّفات وحواشي وتعليقات على بعض الكتب في العقيدة والفقه والأصول، ومن أهمّ أعماله:
- شرح الكفاية. شرح على كتاب كفاية الأصول لمحمّد كاظم الخراساني.
- كشف الاشتباه. ردّ فيه على موسى جار الله، وتُرجم الكتاب إلى الأردويّة، وطُبع في إيران والهند.[5]